# Еленія короткодзьоба
Еле́нія короткодзьоба (Elaenia parvirostris) — вид горобцеподібних птахів родини тиранових (Tyrannidae). Мешкає в Південній Америці.

## Поширення і екологія
Короткодзьобі еленії гніздяться на сході і південному сході Болівії, в Парагваї, на південному сході Бразилії (від Сан-Паулу на південь до Ріу-Гранді-ду-Сул), на північному сході Аргентини (на південь до Буенос-Айреса) та в Уругваї. Взимку частика популяції мігрує на північ, до бразильської Амазонії, північної Болівії, східного Перу, Еквадору, Колумбії, Венесуели, Гаяни, Французької Гвіани, Суринаму та на деякі острови Карибського моря, зокрема на Тринідад і Тобаго та на Підвітряні острови (Аруба, Кюрасао і Бонайре). Деякі птахи долітають на північ до США.
Короткодзьобі еленії живуть в сухих і вологих рівнинних тропічних лісах і в чагарникових заростях. Зустрічаються на висоті до 1000 м над рівнем моря.